# Liste der Kulturgüter in Vorderthal
Die Liste der Kulturgüter in Vorderthal enthält alle Objekte in der Gemeinde Vorderthal im Kanton Schwyz, die gemäss der Haager Konvention zum Schutz von Kulturgut bei bewaffneten Konflikten, dem Bundesgesetz vom 20. Juni 2014 über den Schutz der Kulturgüter bei bewaffneten Konflikten sowie der Verordnung vom 29. Oktober 2014 über den Schutz der Kulturgüter bei bewaffneten Konflikten unter Schutz stehen.
Objekte der Kategorie A sind im Gemeindegebiet nicht ausgewiesen, Objekte der Kategorie B sind vollständig in der Liste enthalten, Objekte der Kategorie C fehlen zurzeit (Stand: 1. Januar 2023). Unter übrige Baudenkmäler sind zusätzliche Objekte zu finden, die gemäss Angaben des kantonalen Denkmalschutzes als geschützte Denkmäler eingestuft wurden und nicht bereits in der Liste der Kulturgüter enthalten sind.

## Kulturgüter
| Foto |                                                                        | Objekt                                      | Kat. | Typ | Standort                                 | Beschreibung |
| ---- | ---------------------------------------------------------------------- | ------------------------------------------- | ---- | --- | ---------------------------------------- | ------------ |
| ja   | Datei hochladen · Wikidata zu Haus Hof (Q29882315)                     | Haus Hof KGS-Nr.: 04898                     | B    | G   | Wägitalstrasse 47 710796 / 220123        |              |
| ja   | Datei hochladen · Wikidata zu Pfarrkirche Peter und Paul (Q29882316)   | Pfarrkirche Peter und Paul KGS-Nr.: 04899   | B    | G   | Wägitalstrasse 49a 710840 / 220109       |              |
| BW   | Datei hochladen · Wikidata zu Marchmuseum im Maschinenhaus (Q27489744) | Marchmuseum im Maschinenhaus KGS-Nr.: 04900 | B    | S   | Rempen, Wägitalstrasse 2 710650 / 221849 |              |

## Übrige Baudenkmäler
| ID     | Foto |                                                 | Objekt           | Typ | Standort                    | Beschreibung |
| ------ | ---- | ----------------------------------------------- | ---------------- | --- | --------------------------- | ------------ |
| 20.002 | BW   | Datei hochladen                                 | Kapelle im Spitz | G   | Spitz 3a 710800 / 220800    |              |
| 20.003 | ja   | Datei hochladen · Wikidata zu Haus (Q123566660) | Haus             | G   | Steinerli 2 710818 / 220810 |              |
| 20.005 | BW   | Datei hochladen                                 | Haus Schwändihof | G   | Schwendi 13 710479 / 221457 |              |

Legende: Siehe Legende der Liste der Kulturgüter von nationaler und regionaler Bedeutung. Anstelle der KGS-Nummer wird als Objekt-Identifikator (ID) die Nummer im Kantonalen Schutzinventar (KSI) verwendet.